# Eurata
Eurata es un género de polillas de la familia Erebidae.

## Especies
- Eurata baeri Rothschild, 1911
- Eurata bifasciata Gaede, 1926
- Eurata elegans Druce, 1906
- Eurata helena Herrich-Schäffer, 1854
- Eurata hermione Berg, 1878
- Eurata hilaris Zerny, 1937
- Eurata histrio Guérin-Meneville, 1843
- Eurata igniventris Berg, 1878
- Eurata jorgenseni Orfila, 1931
- Eurata julia Orfila, 1931
- Eurata maritana Schaus, 1896
- Eurata minerva Schaus, 1901
- Eurata paraguayensis Schrottky, 1910
- Eurata parishi Rothschild, 1911
- Eurata patagiata Burmeister, 1878
- Eurata picta Herrich-Schäffer, 1853
- Eurata plutonica Hampson, 1914
- Eurata schausi Hampson, 1898
- Eurata selva Herrich-Schäffer, 1854
- Eurata semiluna Walker, 1854
- Eurata sericaria Perty, 1834
- Eurata spegazzinii Jörgensen, 19?
- Eurata stictibasis Hampson, 1898
- Eurata strigiventris Guérin-Meneville, 1830
- Eurata tisamena Dognin, 1902
- Eurata vulcanus Walker, 1854